# معدلات مستقبل NMDA
تُعد مُعدِّلات مستقبل NMDA (مُعدِّلات الغلوتامات) شكلًا جديدًا من مضادات الذهان الموجودة في المرحلة الثانية من دراسات إدارة الغذاء والدواء. كان المركب الأول الذي تمت دراسته هو الجليسين والذي افترضه دانييل جافيت بعد ملاحظة أن الأشخاص المصابين بالذهان الناجم عن الفينسيكليدين (PCP) يفتقرون إلى انتقال الغلوتامات. (PCP هو أحد مضادات مستقبلات NMDA الذي يمنع الغلوتامات).
عند إعطاء الجليسين للأشخاص الذين يعانون من الذهان الناجم عن PCP، لوحظ معدل تعافي.
ومن هنا، تم الافتراض بأن الأشخاص المصابين بالذهان الناتج عن الفصام سيستفيدون من زيادة انتقال الغلوتامات وتم إضافة الجلايسين مع معدلات شفاء قوية ملحوظة خاصة في مجال الأعراض السلبية والمعرفية. ومع ذلك، فإن الجلايسين له نتائج متفرقة (جرعة 60 جم/يوم أو 0.8 جم/كجم، تقريبًا ما يعادل 300 جم من مسحوق الجيلاتين أو 2 كجم من بذور عباد الشمس
) يظل مضادًا مساعدًا للذهان ومضادًا للذهان. مركب غير عملي ومع ذلك، تتم دراسة عقار دراسة شركة Eli Lilly and Company LY-2140023 باعتباره مضادًا أوليًا للذهان ويظهر معدلات شفاء قوية، خاصة في مجال الأعراض السلبية والمعرفية لمرض انفصام الشخصية. لم يتم ملاحظة خلل الحركة المتأخر والسكري والمضاعفات القياسية الأخرى.
كان العلاج بـ LY2140023، مثل العلاج بالأولانزابين، آمنًا وجيد التحمل؛ أظهر المرضى الذين عولجوا تحسينات ذات دلالة إحصائية في كل من الأعراض الإيجابية والسلبية لمرض انفصام الشخصية مقارنة بالعلاج الوهمي (P = 0.001 في الأسبوع 4). والجدير بالذكر أن المرضى الذين عولجوا بـ LY-2140023 لم يختلفوا عن المرضى الذين عولجوا بالعلاج الوهمي فيما يتعلق بارتفاع البرولاكتين أو الأعراض خارج الهرمية أو زيادة الوزن. تشير هذه البيانات إلى أن منبهات مستقبلات mGlu2/3 لها خصائص مضادة للذهان وقد توفر بديلاً جديدًا لعلاج الفصام.
تتم دراسة مُعدِّلات مستقبل NMDA الأخرى وقد تتم الموافقة على طريقة العلاج هذه باعتبارها أدوية مضادة للذهان تحل تدريجيًا محل مضادات الذهان الحالية (الدوبامين).